# Vulpia
Genre
Vulpia est un genre de plantes monocotylédones de la famille des Poaceae (graminées).
Ce genre, qui regroupe une vingtaine d'espèces, est parfois considéré comme un sous-genre de Festuca.
Certaines espèces sont halophytes .

## Liste des espèces et variétés
Selon World Checklist of Selected Plant Families (WCSP) (9 juillet 2016) :
- Vulpia alopecuros (Schousb.) Link (1827)
- Vulpia alpina L.Liu (2002)
- Vulpia antucensis Trin. (1836)
- Vulpia australis (Nees ex Steud.) Blom (1934)
- Vulpia brevis Boiss. & Kotschy (1859)
- Vulpia bromoides (L.) Gray (1821 publ. 1822)
- Vulpia ciliata Dumort. (1824)
- Vulpia cynosuroides (Desf.) Parl. (1842)
- Vulpia delicatula (Lag.) Dumort. (1824)
- Vulpia elliotea (Raf.) Fernald (1945)
- Vulpia fasciculata (Forssk.) Samp. (1913)
- Vulpia fontquerana Melderis & Stace (1968)
- Vulpia geniculata (L.) Link (1827)
- Vulpia gracilis H.Scholz (1968)
- Vulpia gypsophila (Hack.) Nyman (1879)
- Vulpia ligustica (All.) Link (1827)
- Vulpia litardiereana (Maire) A.Camus (1934)
- Vulpia membranacea (L.) Dumort. (1824)
- Vulpia microstachys (Nutt.) Munro (1857)
  - variété Vulpia microstachys var. ciliata (Beal) Lonard & Gould (1974)
  - variété Vulpia microstachys var. confusa (Piper) Lonard & Gould (1974)
  - variété Vulpia microstachys var. microstachys
  - variété Vulpia microstachys var. pauciflora (Beal) Lonard & Gould (1974)
- Vulpia muralis (Kunth) Nees (1847)
- Vulpia myuros (L.) C.C.Gmel. (1805)
- Vulpia octoflora (Walter) Rydb. (1909)
- Vulpia pectinella (Delile) Boiss. (1884)
- Vulpia persica (Boiss. & Buhse) V.I.Krecz. & Bobrov (1934)
- Vulpia sicula (C.Presl) Link (1833)
- Vulpia unilateralis (L.) Stace (1978)